# Малкият принц (филм, 2015)
Вижте пояснителната страница за други значения на Малкият принц.
„Малкият принц“ (на френски: Le Petit Prince) е френски анимационен филм от 2015 г. на режисьора Марк Осбърн.
Филмът не е пряка адаптация на едноименната книга на Антоан дьо Сент-Екзюпери, а включва елементи от повестта в оригиналната история за малко момиче, което се сприятелява с възрастния си съсед-авиатор. Основната история е компютърно анимирана, а елементите от книгата са изобразени чрез стоп-моушън анимация.
Премиерата е на 22 май 2015 г. на кинофестивала в Кан, а в България филмът излиза на 25 декември същата година.

## Актьорски състав
| Глас             | Роля           |
| ---------------- | -------------- |
| Макензи Фой      | малкото момиче |
| Джеф Бриджис     | авиаторът      |
| Рейчъл Макадамс  | майката        |
| Райли Осбърн     | Малкият принц  |
| Пол Ръд          | г-н Принц      |
| Джеймс Франко    | лисицата       |
| Марион Котияр    | розата         |
| Бенисио дел Торо | змията         |
| Бъд Корт         | кралят         |
| Албърт Брукс     | бизнесменът    |
| Рики Джървейз    | суетният       |
| Пол Джиамати     | учителят       |